# Kraken

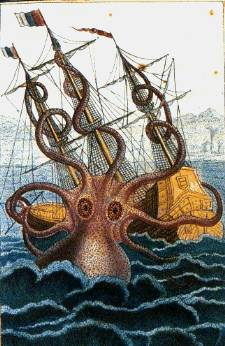
Teckning av den "kolossala åttaarmade bläckfisken" av forskaren Pierre Dénys de Montfort (1801), efter beskrivningar från franska sjömän som skulle ha attackerats av ett sådant vidunder utanför Angolas kust.

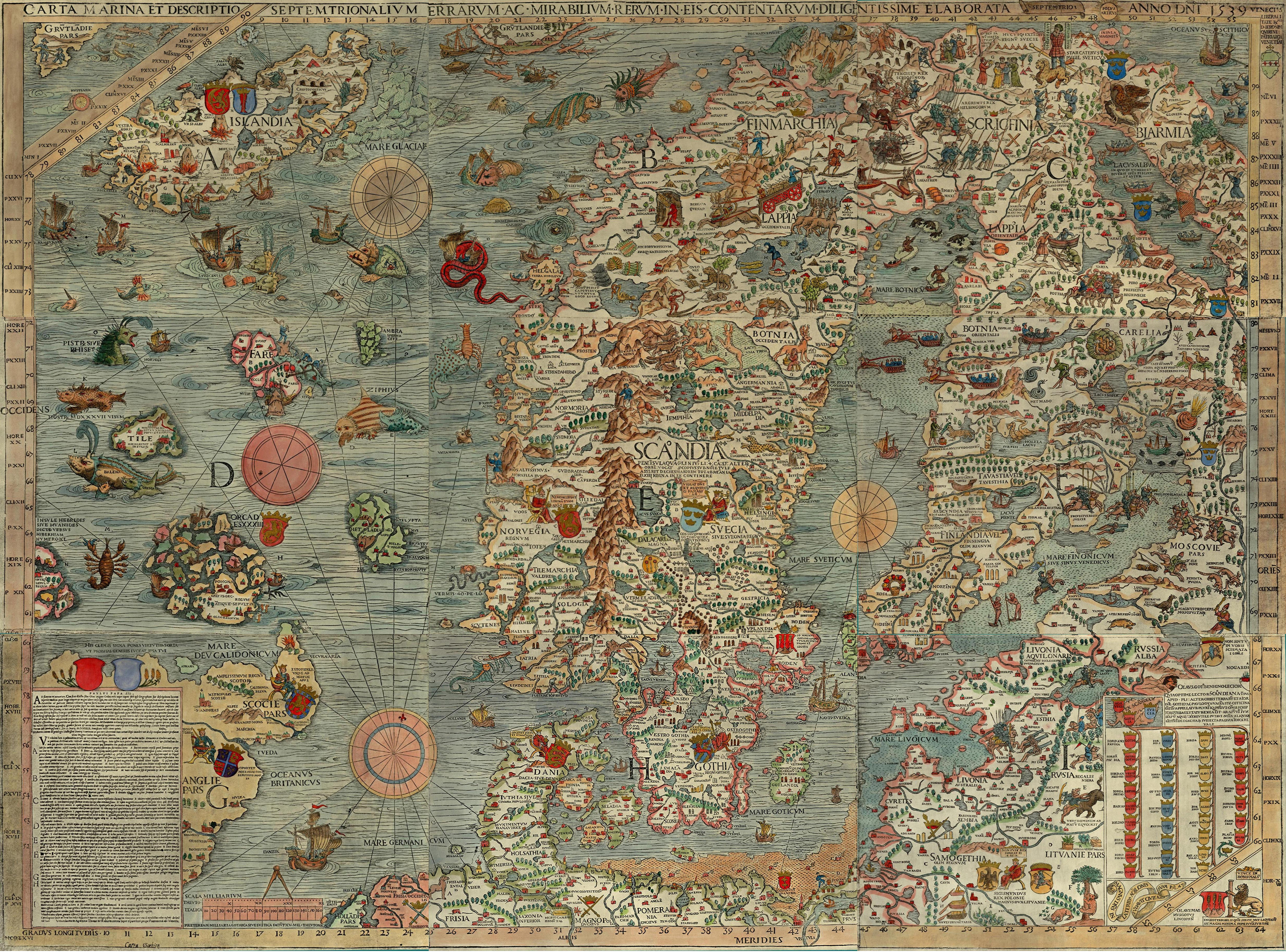
Olaus Magnus fantasifulla "Carta marina" från år 1539 visar en rad sjöodjur i farvattnet mellan Norge och Island. Kartan är ritad i Italien, men den befinner sig nu på Carolina Rediviva i Uppsala.

Kraken är ett havsmonster i främst norsk och isländsk, men även svensk och dansk, fiskar- och sjömanstradition. Det framträder främst som en gigantisk bläckfisk, antingen åtta- eller tioarmad.

## Ursprung och beskrivning
Ordet har samma betydelse som på svenska och är alltså bestämd form av ordet "krake", ett äldre namn på åttaarmade jättebläckfiskar. Namnet är ursprungligen ett noanamn för valfisk och är etymologiskt släkt med krake, bland annat namn för 'krokigt spretande träd' (liksom: 'kräkel', 'kräkla').
Den danske teologen Erik Pontoppidan den yngre beskrev den utförligt i Norges naturlige historie (1752–53) efter traditioner han upphämtat i norra Norge och i Bergen. Den lurar på havets botten där den föder rika stim av fiskar med sin avföring, men om den höjer sig mot ytan måste fiskare i närheten snabbt lämna platsen, särskilt som de riskerar att dras ned i djupet av den vattenvirvel som uppstår när kraken på nytt sänker sig. Den svenske författaren Jacob Wallenberg återger Pontoppidans beskrivning i sin reseskildring Min son på galejan (1781). 
Den engelske poeten Alfred Tennyson skrev 1830 dikten "The Kraken", där kraken ruvar på havsbotten i en evig drömlös sömn intill domens dag:
| ”                                | Below the thunders of the upper deep; Far far beneath in the abysmal sea, His ancient, dreamless, uninvaded sleep The Kraken sleepeth: faintest sunlights flee About his shadowy sides; above him swell Huge sponges of millennial growth and height; And far away into the sickly light, From many a wondrous grot and secret cell Unnumber'd and enormous polypi Winnow with giant arms the slumbering green. There hath he lain for ages, and will lie Battening upon huge seaworms in his sleep, Until the latter fire shall heat the deep; Then once by man and angels to be seen, In roaring he shall rise and on the surface die. | „ |
| – Alfred Tennyson, "The Kraken". | |   |

## Kraken i populärkulturen
Kraken förekommer även i populärkulturen, där den oftast har uppfattats som en tioarmad bläckfisk av släktet Architeuthis. I det sammanhanget omtalas den i Jules Vernes En världsomsegling under havet och den syns även i  Disneyfilmen med samma namn. John Wyndham skrev en science fiction-roman med titeln The Kraken Wakes (1953). Det bör nämnas att Krake även är tyska för den åttaarmade bläckfisken Octopus vulgaris. I sjörövarfilmen Pirates of the Caribbean: Död mans kista och lite i Pirates of the Caribbean: Vid världens ände, kan man betrakta Kraken ur ett Hollywood-perspektiv och även i en tidigare Disney-film (Atlantis – Milos återkomst) nämns detta havsvidunder. Kraken figurerar också i filmen Clash of the Titans samt i China Miévilles skönlitterära roman Kraken. 
Kraken förekommer också i en kort sekvens av The Big Bang Theory, samt i en mycket kort episod i ett av avsnitten av den animerade serien Family Guy. Det senaste NHL-laget från Seattle tog namnet Seattle Kraken och började spela säsongen 2021/22.